# Église Saint-Laurent de Ségovie
L’église Saint-Laurent (espagnol : iglesia de San Lorenzo) est une église romane catholique de la ville espagnole de Ségovie, en Castille-et-Léon.

## Description

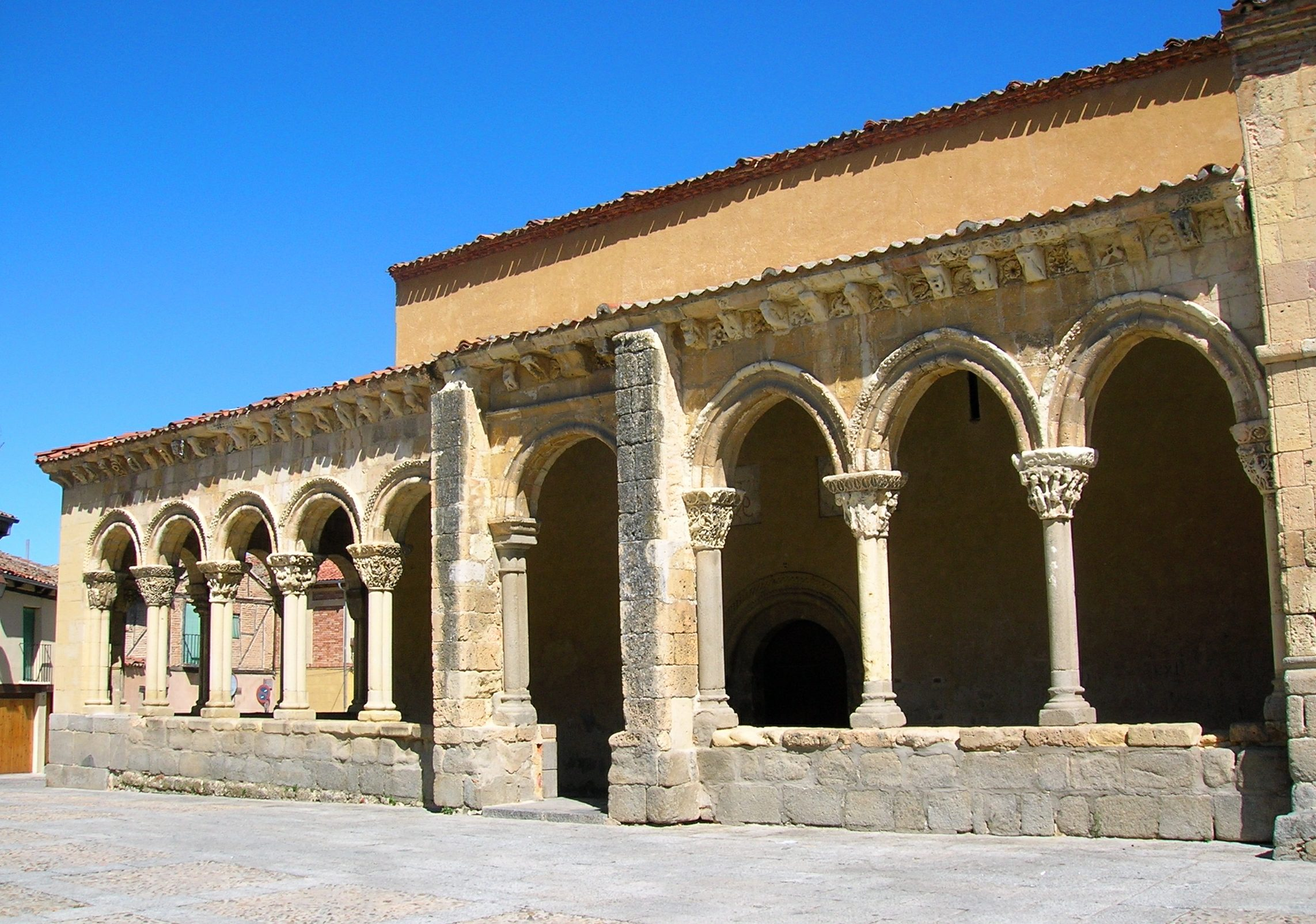
Portique

Elle se situe Plaza San Lorenzo à Ségovie, capitale de la province homonyme, en Castille-et-Léon. L'église, qui a éprouvé diverses réformes tout au long de son histoire, a été érigée en style roman et les débuts de sa construction dateraient du XIIe siècle. Elle possède un portique roman à arcades, ainsi qu'une abside et son clocher d'origine en briques.

## Protection
Elle a été déclarée monument historique-artistique appartenant au Trésor Artistique National le 3 juin 1931, sous la Seconde République.
Actuellement elle possède le statut de Bien d'intérêt culturel.

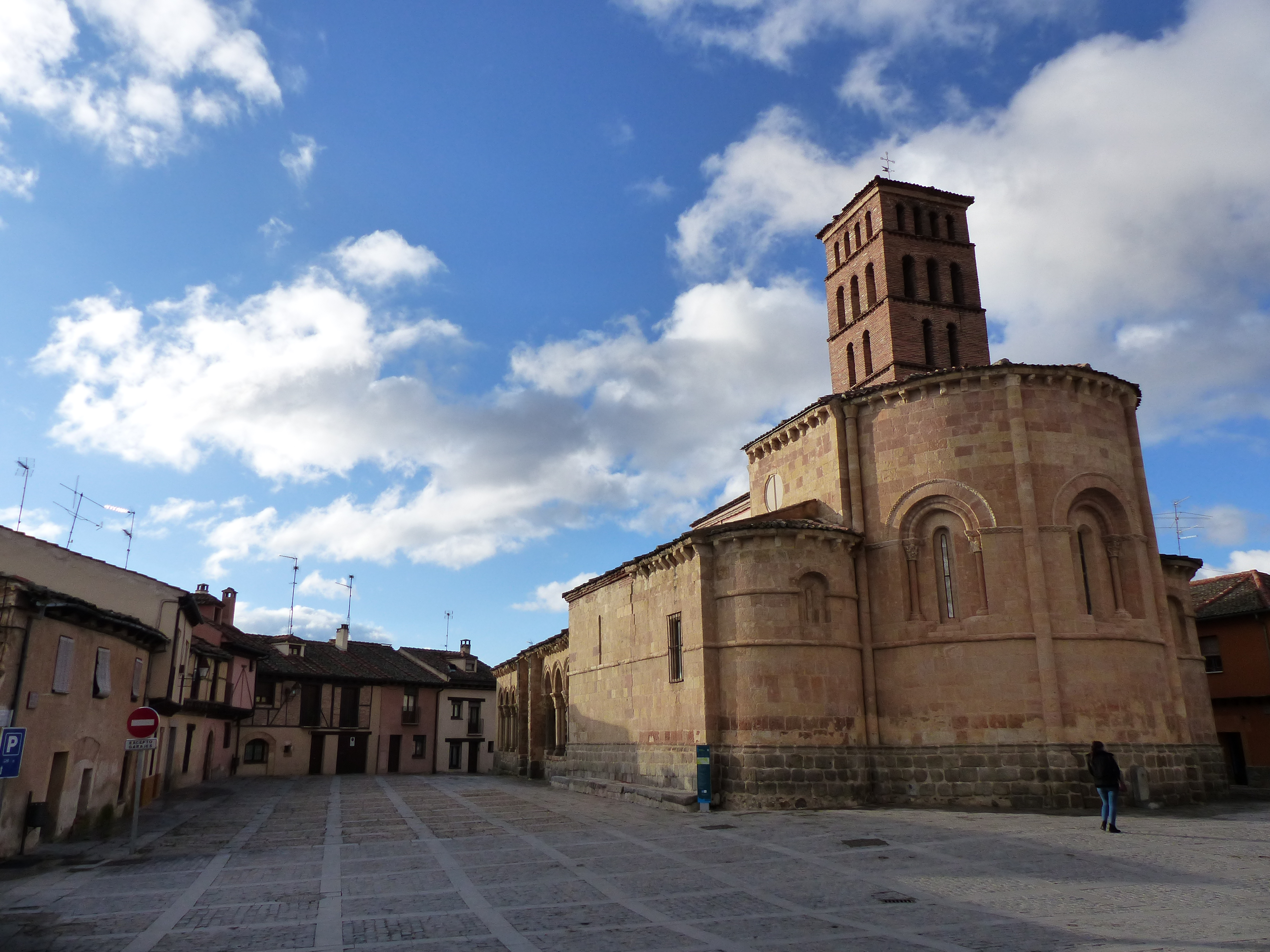
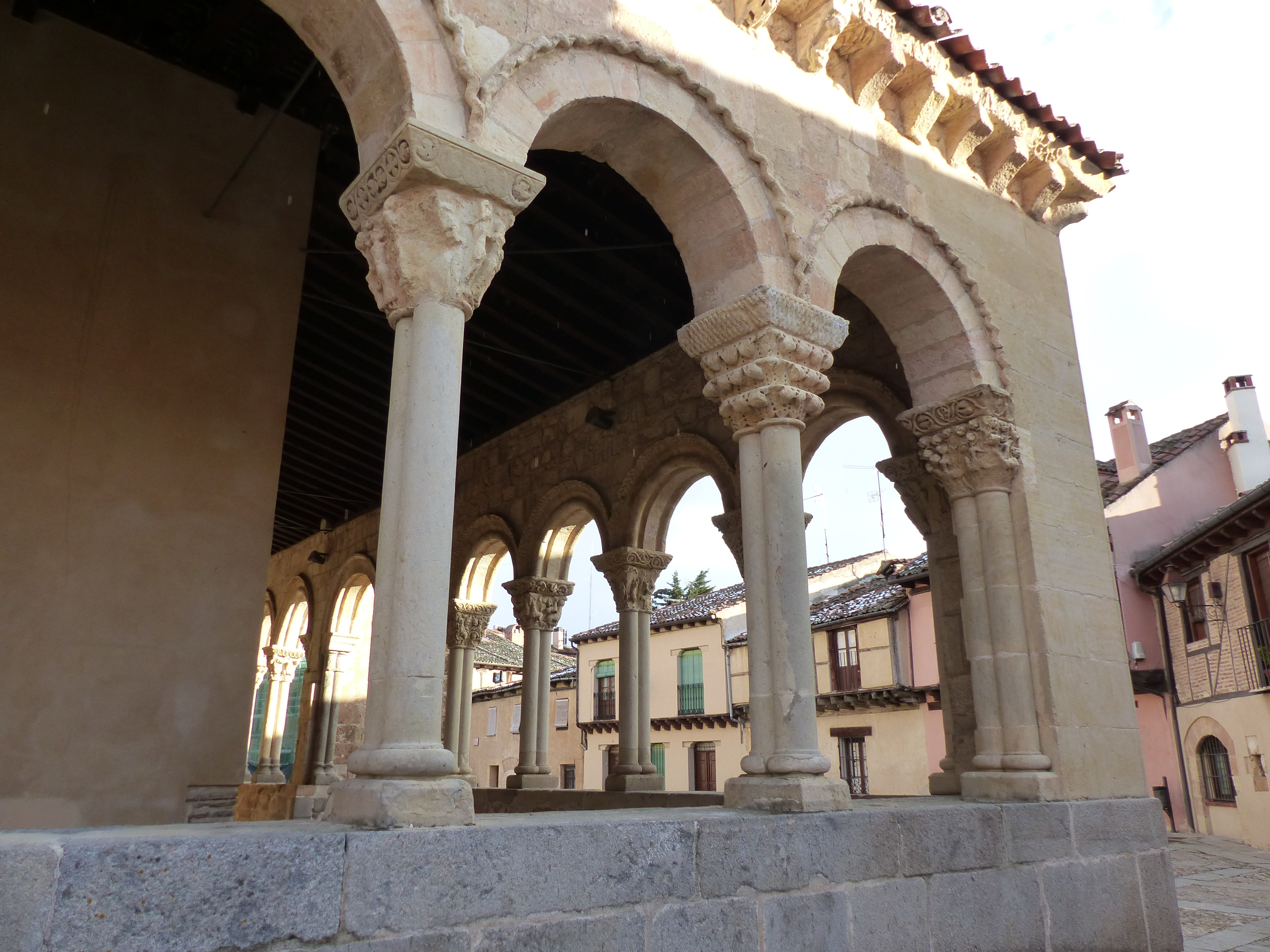
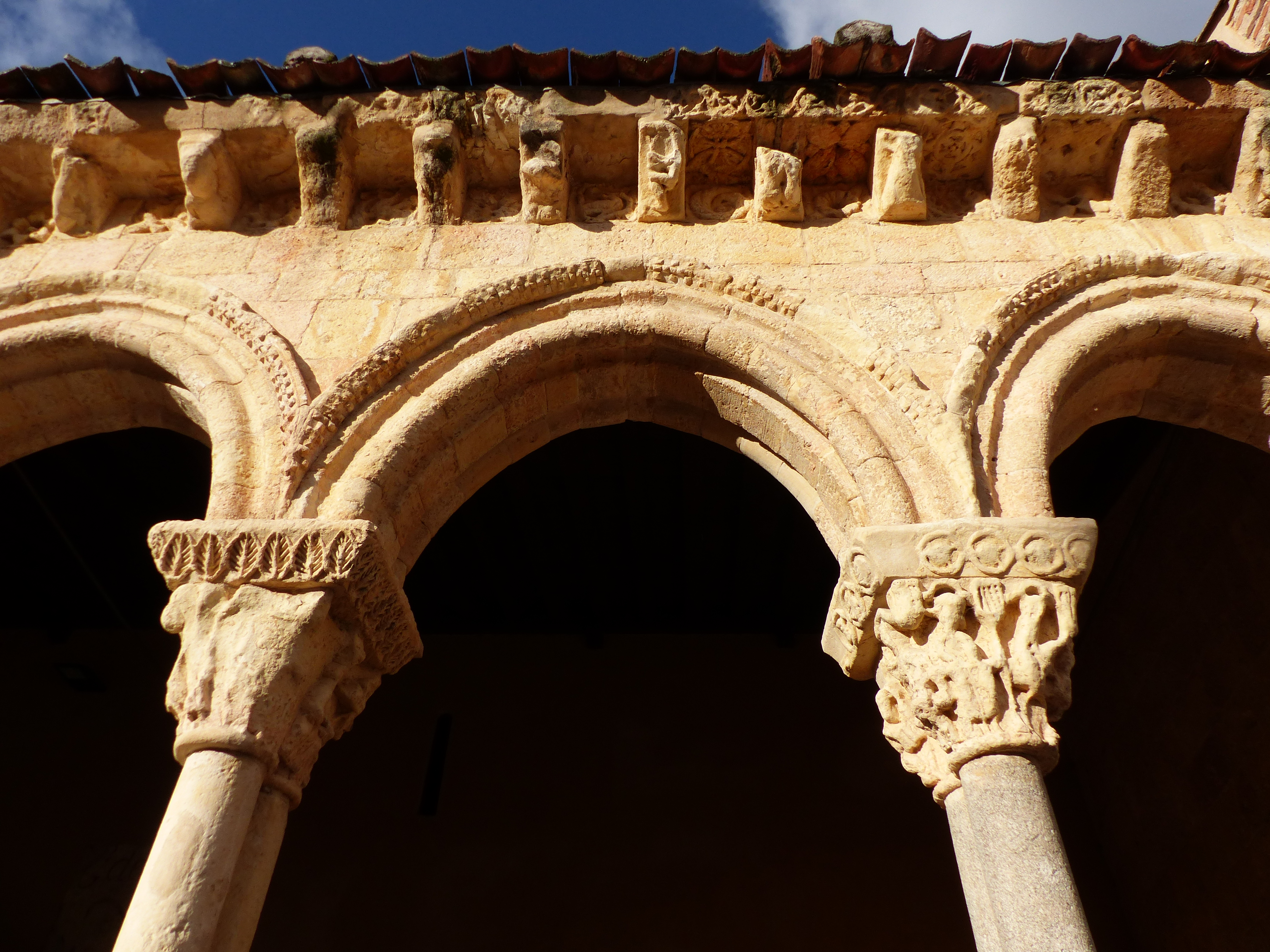
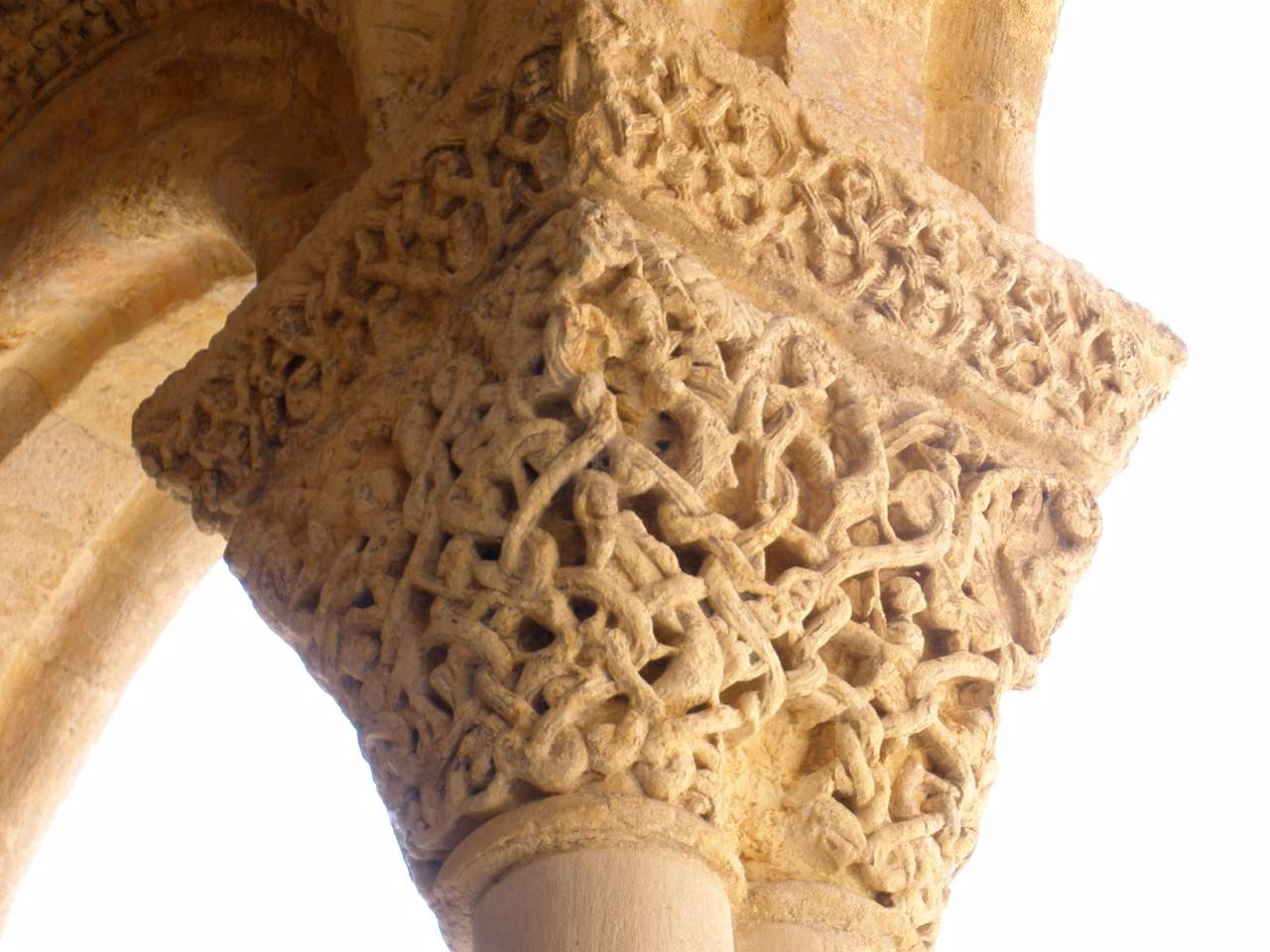
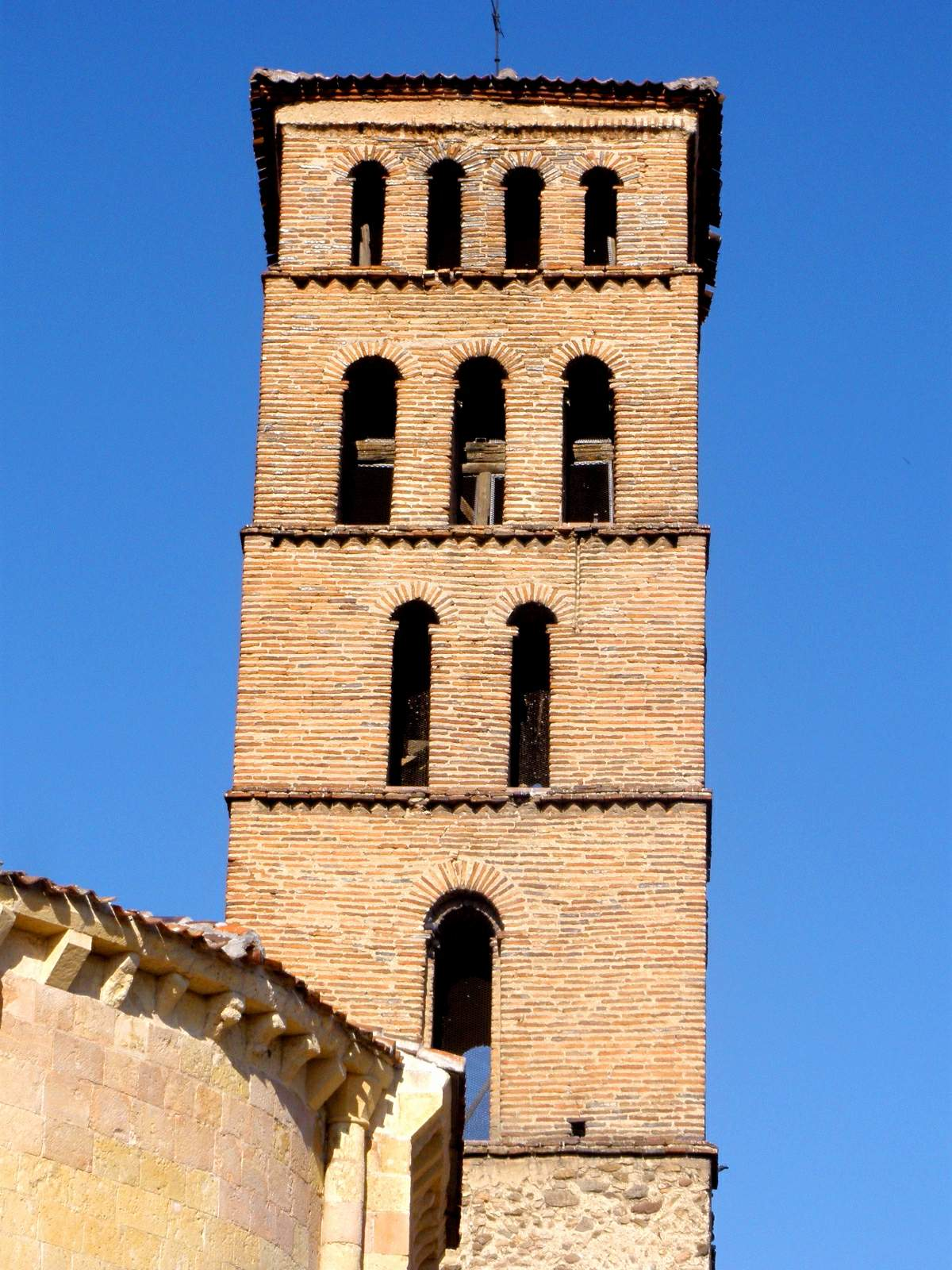